# クイズ!家族でGO!!
『クイズ!家族でGO!!』（クイズ かぞくでゴー）は、2004年10月13日から同年12月15日までTBS系列局で放送されていた毎日放送テレビ（MBSテレビ）製作のクイズ番組である。全7回。放送時間は毎週水曜 18:55 - 19:54 （日本標準時）。

## 概要
番組開始直後から視聴率が低迷し、番組は11月3日・10日・17日の特別番組編成をはさんだ後、11月24日放送分（第4回）で一度はリニューアルした。しかし、同年12月15日放送分（第7回）をもって終了。クイズは実質6回。最終回（第7回）は、参加できなかった家族へのプレゼント企画だった。
早期に打ち切りとなった為、急遽次番組「絶景の楽園」が制作された。

## 出演者

### 司会
- 三宅裕司

### アシスタント
- 八木早希（当時毎日放送アナウンサー）

### ナレーター
- 滝口順平

### 「加山家」チーム
- 加山雄三 - お父さん役で出演。
- 萬田久子 - お母さん役で出演。
- ベッキー - 長女役で出演。
- 佐津川愛美 - 次女役で出演。
- 西野亮廣（キングコング） - 長男役で出演。
- 梶原雄太（キングコング） - 次男役で出演。

## 10月13日（第1回） - 10月27日（第3回）の番組内容
一般視聴者の家族2組と、加山雄三率いる「加山家」チームが個人戦・団体戦クイズで得点を競う。各コーナーでトップの成績を取ったチームは、数種類の賞品から一つを選び、商品獲得ゲーム「パパキャッチャー」フィールドにその賞品カプセルを投入することができる。
最終的に3組の中で一番総合得点の高かったチームが「パパキャッチャー」に挑戦できる。

### 各コーナーの説明
クイズ!親の偏差値
連続で出題される筆記クイズ。お父さんとお母さんがそれぞれ5問ずつ挑戦する。
クイズ!今どきのオトナ
世の中のお父さんお母さん1万人のインターネットアンケートから出題される多数派当て2択クイズ。子供たちが5問挑戦する。
クイズ!家族におまかせ
各家族の解答者3人のうち、誰が正解しているかを「指名者」が予想するクイズ。「指名者」は第1回ではお母さんに固定されていたが、第2、3回で交代制となった。
イメージポーカー
あるお題に対するイメージを家族で答える。全員の答えをポーカーゲームに見立てて、一致すればするほど高得点を獲得できる一発逆転クイズ。

## 11月24日（第4回）からの番組内容
一般視聴者家族と「加山家」チームが一対一の対決。勝利したチームが「パパキャッチャー」に挑戦する。1週で加山家に挑戦できる一般家族は最大2組。

### 各コーナーの説明
おみやげクイズ
一般家族から加山家へのおみやげを賭けたパーソナルクイズ。加山家が正解した場合にはおみやげを獲得する。第4回放送ではこのクイズにポイントが懸かっていたが、その後の放送ではおみやげだけとなっている。
ファミリーファイト
家族全員参加による早押しクイズ。時々解答者が指名されることがあった。5問先取で勝ち。
ファイナルステージ
9種類用意されたクイズからルーレットで選び出されたクイズを使って最終決戦を行う。12月1日放送分（第5回）で使用されたクイズは以下の通り。
家族のホンネ100!
あるアンケートの結果から出題されたクイズをぴったし カン・カン形式で答える。ただし、最終問題のみ全員による筆記クイズ。
イメージポーカー
基本的にリニューアル前と一緒だが、1問目は父親に合わせる。2問目は母親に合わせる。そして最終問題は家族全員で合わせる。

## パパキャッチャー
前期（第1回 - 第3回）には3組の中から総合得点が高かった家族が、後期（第4回 - 第7回）には勝利した家族が挑戦。天井から吊り下げられたお父さん（大きなスポンジ製の手袋と靴を着用）を、UFOキャッチャーの要領で家族がコントロールして賞品の入ってるカプセルを取る。賞品のカプセルには音楽ギフト券、最新電化製品のほか、トヨタ・プリウス（を貰える権利）、近畿日本ツーリスト協賛のハワイ旅行（を貰える権利）、賞金100万円などが入っていた。特に狙ってくる確率が高いプリウス、ハワイ旅行、100万円などは掴みにくい特大のカプセルに入れられていた。
前期にはチャンスが2回あり、1回目に失敗した場合のみ2回目に挑戦することができた。しかし、後期に入るとチャンスが1回だけに減らされた。「加山家」が勝利してパパキャッチャーに挑戦した場合、獲得した賞品は視聴者プレゼントとなる。

## スタッフ
- 構成：都築浩、村上卓史、たむらようこ、稲原誠、松井尚、木崎徹
- クイズ制作：矢野了平、田中利明、藤本裕
- スタジオ技術
  - TP：深谷高史
  - TD：小川利行
  - CAM：宮崎健司
  - VE：宮本学
  - AUD：本間祥吾
  - LD：藤井梅雄
- 音響効果：井田栄司、阿部宰
- TK：浜川久美
- 編集：波江野剛
- MA：坂井真一
- 協力：ニユーテレス、FLT、サウンズアート、オムニバス・ジャパン、砧スタジオ
- 美術
  - 美術プロデュース：杉川廣明
  - デザイン：きくちまさと
  - 美術進行：小山千香子
  - 大道具製作：葛西剛太
  - 大道具操作：三谷陽介
  - アートフレーム：菅沼和海
  - システム装置：日下信二
  - アクリル装飾：村元あけみ
  - 電飾：谷口雅彦
  - フラワーオブジェ：根本由美子
  - マルチ：丸山明道
  - 装飾：TMS
  - メイク：瀬下由紀、福島久美子
- 美術協力：フジアール
- ブロードキャストデザイン：ケネックジャパン
- イラスト：グレートインターナショナル
- ホームページ：横山孝文、菊地崇、加々本裕樹
- スタイリスト：梅原ひさ江、黒田匡彦、末高陽子、ミニーコーポレーション
- リサーチ：スコープ
- 制作進行：永田修一
- 制作デスク：山崎文菜
- 演出補：小野哲司、海徳俊治、前田亜紀、小林充、山崎雄次郎、佐藤由梨
- フロアディレクター：黒田源治、中谷徳秀、岡田純一
- ディレクター：長尾政彦（毎日放送）、袰川斉、卯目速人、平野隼人、金原伸介、谷口欽也、牧田潤也、野溝友也、山崎敦基、斎藤充崇、高城秀彦、逸見忠利
- 総合演出：北野弘（毎日放送）
- プロデューサー：徳山竜一（東北新社）、松葉直彦（テレビマンユニオン）、春名康好（ザ・ワークス）
- チーフプロデューサー：中野伸二（毎日放送）
- 制作協力：東北新社、テレビマンユニオン、THE WORKS
- 製作著作：毎日放送テレビ